# Rübengeistern

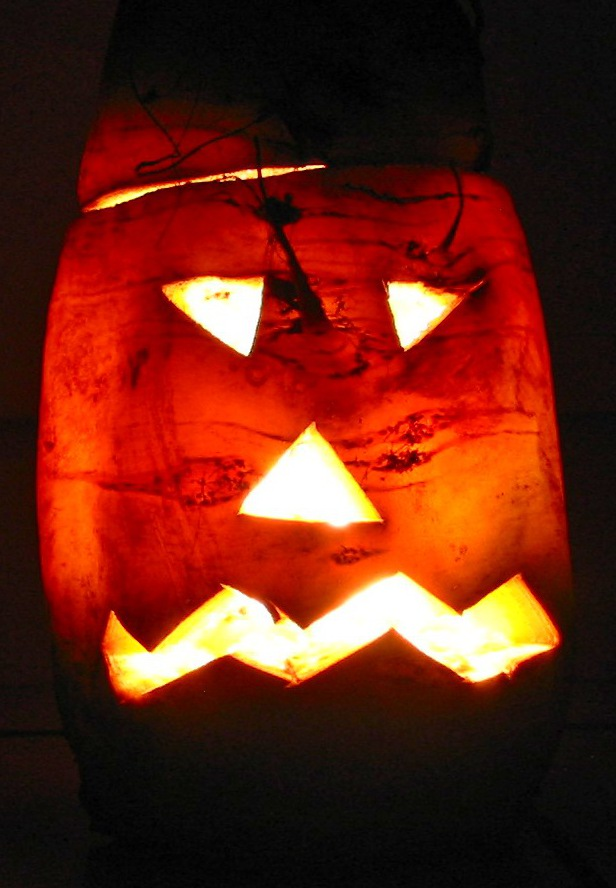
Geschnitzter Rübengeist

Rübengeistern ist ein Herbstbrauch von Kindern in verschiedenen Regionen Deutschlands, Österreichs und der Schweiz. Dabei wird in eine ausgehöhlte Rübe (meist Futterrübe, selten auch Herbstrübe) ein Gesicht geschnitzt und von innen durch eine Kerze beleuchtet. Je nach Brauch ziehen die Kinder in einem Umzug durch die Orte oder stellen die Rüben ins Fenster, neben die Haustür oder in den Vorgarten von Nachbarn und Bekannten, wobei oft Gaben erheischt werden. Anders als bei Halloween verkleiden sich die Kinder nicht.

## Herstellung des Rübengeists

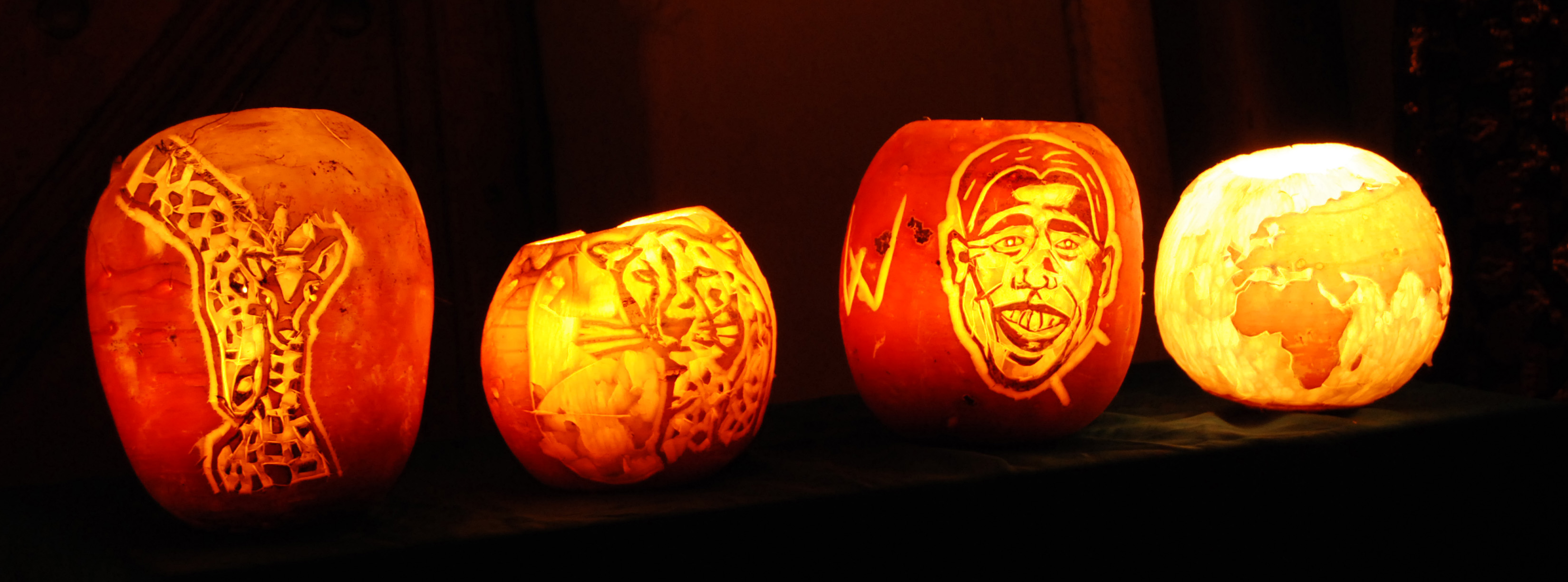
Kunstvoll gestaltete Herbstrüben

Im Allgemeinen werden frisch geerntete Futter- oder Zuckerrüben mit einem Löffel ausgehöhlt und mit einem Messer zu grotesken Fratzen („Spukgebilden“) verziert. Die Arbeit des Rübengeistschnitzens beginnt schon bei der Auswahl der Rübe. Natürliche Beulen, Warzen, Höcker und Verwurzelungen werden in die Formgebung mit einbezogen. Teilweise werden nur Mund-, Nasen- und Augenöffnungen in die Rüben geschnitzt. Andernorts ist es üblich, die Rüben auch durch unterschiedlich tiefe Abtragungen der Oberfläche zu gestalten. Ziel ist eine möglichst „dämonische“ Gestaltung des Rübengeists.

## Geschichte
Die Rübengeister reihen sich ein in die verschiedenen regionalen Licht-, Wärme- und Erntedank-Traditionen. Die Ursprünge des Brauches sind nicht eindeutig geklärt. Jedoch ähnelt das Rübengeistern in seinem heutigen Ablauf stark dem irisch-amerikanischen Halloween mit aus Kürbissen gefertigten Jack O’Lanterns, allerdings mit dem wesentlichen Unterschied, dass keine Verkleidungen zum Einsatz kommen. Eine Abgrenzung beider Bräuche ist trotz der vielfach gehörten Behauptung, das Rübengeistschnitzen habe mit Halloween wenig zu tun, kaum noch möglich. Verstärkt wird diese Tendenz durch die Tatsache, dass in jüngster Zeit aufgrund des zurückgegangenen Anbaus von Futterrüben, der wesentlich leichteren Bearbeitbarkeit und der massiven Bewerbung und Kommerzialisierung des Halloweenfests immer häufiger Kürbisse statt der Rüben zum Einsatz kommen.
Eine These für den Ursprung des Brauchs, insbesondere das Ziehen von Tür zu Tür durch Kinder, um Gaben zu erhalten, ist, dass dies auf eine Form des Bettelns nach dem Ersten Weltkrieg zurückgeht. Tagelöhner sollen Rüben auf Feldern gestohlen und verkocht haben. Mit den ausgehöhlten Schalen sollen dann ihre Kinder nach Essen bettelnd von Haus zu Haus gezogen sein.
Nach dem Zweiten Weltkrieg entstanden mancherorts auch Umzüge, so gibt es seit 1956 anlässlich der im Rottweiler Stadtteil Göllsdorf gefeierten „Saukirbe“ einen „Riabagoaschterumzug“, wie er auch in Bad Buchau und Ulm-Söflingen und weiteren Orten durchgeführt wird. Die Riabagoaschter werden dabei auf Stangen befestigt und im Rahmen eines Umzugs durch die Straßen von Göllsdorf getragen. Der Mundartdichter Egon Rieble verfasste dazu ein eigenes „Riabagoaschterlied“.

## Einzelne Regionen

### Riabagoaschtern: Baden-Württemberg und Bayerisch Schwaben
In Baden-Württemberg (Oberschwaben und Linzgau) und im Regierungsbezirk Schwaben werden die stark an Larven und Schemen (Masken) der schwäbisch-alemannischen Fastnacht erinnernden „Schreckgesichter“ nach ihrer Fertigstellung abends von kleinen Kindergruppen von Haus zu Haus getragen. Dabei werden häufig kleine Lieder oder Sprüche vorgetragen, wie zum Beispiel „Wir sind die Rübengeister und geh’n von Haus zu Haus, wir bitten um ’ne Gabe, dann geh’n wir wieder nach Haus!“ oder „Wir sind die Rübengeister und sind im Schnitzen Meister; drum gebt uns gute Gaben, dann können wir uns laben.“ aufgesagt. Ein anderer Spruch ist auch: "Wir sind die Rübengeister und essen gerne Kleister und wenn sie keinen haben, dann bitten wir um Gaben!". Mancherorts werden Rübengeister mundartlich auch „Runklema“ („Rübenmann“) genannt.

### Obernheim
Die Hexenzunft Obernheim e. V. veranstaltet seit 2008 am 31. Oktober das alljährliche Rübengeisterschnitzen für die Kinder im Ort. Bei Einbruch der Dunkelheit zieht der Rübengeisterumzug durch den Ort. Ziel ist der Pfarrgarten, in dem dann Rübengeistersprüche aufgesagt werden.

### Raumschaft Schramberg
Am vorletzten Samstag im Oktober ziehen Kinder mit Laternen und Rübengeistern durch die Straßen von Schramberg und den umliegenden Dörfern und erhoffen sich, durch ihr Kilbesingen ein paar Süßigkeiten, also traditionell Äpfeln, Birnen, Walnüsse und „Guzle“ zu verdienen.

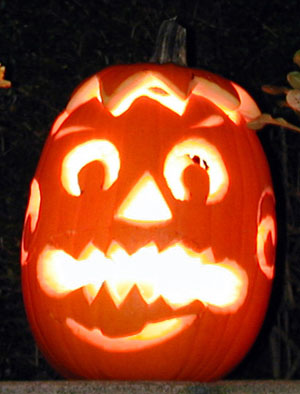
Ein Vorarlberger Moo

→ Siehe auch: Kilbesingen

### Furtwangen im Schwarzwald
Wie in Schramberg war das Kilbesingen und Rübengeister machen, wie oben beschrieben, in den 70er- und 80er-Jahren auch in Furtwangen noch sehr verbreitet, geht aber seither stetig zurück.

### Moas: Vorarlberg
Bei diesem Brauch geht man von Anfang September bis etwa Ende Oktober mit einem geschnitzten Kürbisgesicht – dem so genannten Moo, der an ein Mondgesicht erinnern soll – von Haus zu Haus und bittet mit einem Spruch, einem Lied oder einem Gedicht um etwas Süßes. Im Gegensatz zu Halloween wird hierbei aber kein Streich angedroht, sollte man nichts bekommen.
→ Siehe auch: Moas

### Flenntippln: Oberlausitz
Flenntippln ist ein Wort aus der Oberlausitzer Mundart. Bei diesem Brauchtum der Oberlausitz höhlen Kinder Futter- oder Zuckerrüben aus und schnitzen ihnen schaurige oder lustige Gesichter. An den Abenden vor Allerheiligen stellen die Kinder brennende Kerzen hinein, ziehen durch die Dörfer und stellen die Flenntippl in Vorgärten von Bekannten und Nachbarn auf. Anschließend klingeln sie und verstecken sich, um beim Entdecktwerden Süßigkeiten zu erhalten. Der Name leitet sich von den Wörtern flennen für weinen und Tippl für Töpfchen her, da es durch das Flackern der Kerze so aussieht, als würde das Flenntippl weinen. In den letzten Jahren überlagert das amerikanische Halloween diesen Brauch immer mehr, allerdings gibt es auch Bestrebungen, diese Tradition zu erhalten. So organisieren viele Gemeinden und Freizeitstätten ein gemeinsames „Flenntippl-Schnitzen“ mit anschließendem Umzug.

### Rubebötz: Thüringen
Rubebötz ist ein Wort aus der thüringisch-hennbergischen Mundart. Es würde in hochdeutscher Übersetzung „Rübengeist“ bedeuten. Dabei handelt es sich eigentlich nicht um einen Geist bzw. um einen Bötz, sondern um eine ausgehöhlte Futterrübe mit einem eingeschnitzten furchterregenden Gesicht. Damit das Ganze im Dunklen wirklich gruselig wirkt, steckt man noch eine Kerze oder eine Glühlampe hinein. Der Sitte gemäß werden Rubebötze in der Zeit um Allerheiligen gebastelt und aufgestellt.

### Rummelbooze oder Rummelbòòtzen: Saarland
Im Saarland und einigen Regionen der Pfalz ist derselbe Brauch verbreitet, die Rübenfiguren werden dort Rummelbooze genannt, was ebenfalls als „Rübengeist“ zu übersetzen ist. Rummel steht für Futterrübe und Booze für Verkleidung/Vermummung (vgl. Faasebooze für Personen, die ein Fastnachtskostüm tragen). Der Rummelbooze wird im Saarland meist vor der Haustür oder auf eine Fensterbank gestellt, damit er von außen gut sichtbar ist. Üblich war früher auch eine Verkleidung mit einem weißen Leintuch. Im Saarland hatte der Brauch seinen Höhepunkt in den 1920er bis 1950er Jahren. Insbesondere die Umstellung der Landwirtschaft auf Mais- statt Rübenanbau sorgte jedoch dafür, dass der Brauch heute fast ausgestorben ist. In Niedaltdorf sowie in Oberperl versucht die Dorfgemeinschaft den Brauch jedoch seit einigen Jahren wieder aufleben zu lassen. Ein Bauer baut die Rüben eigens deshalb wieder an. 2012 entstanden so 160 Rummelboozen.
Der Mundartdichter Patrik H. Feltes hat zu diesem Brauchtum ein Gedicht mit dem Titel 'Rummelbòòz' in moselfränkischer Sprache verfasst.

### Kipkapköögels: Ostfriesland
Im Rahmen des evangelischen Martinisingens am Geburtstag Martin Luthers ziehen Kinder mit Laternen herum und heischen um Gaben. Die Laternen – die Kipkapköögels – waren früher aus Rüben geschnitzt.

### Dickwurzmann / Dickwurzteufel: Mittel- und Oberhessen
In Hessen heißt die ausgehöhlte Rübe Dickwurzmann oder auch Dickwurzdeuwel nach der hessischen Bezeichnung Dickwurz / "Dickwurzel" für die Futterrübe. Der Rübe wird oben ein „Hut“ abgeschnitten und das Fleisch von dort aus herausgepult. Auf dem Innenboden wird ein kleines Loch für eine Kerze angebracht und zuletzt der Deckel wieder aufgesetzt und mit Nägeln befestigt. Die Dickwurzlaterne wird am Abend durch die Orte getragen oder einfach im Garten oder neben der Haustür aufgestellt. Getragen wird die Laterne an einem Besenstiel, der in ein Loch am Außenboden der Rübe gesteckt wird.

### Rummelnacht, Runkelrübengeister und „Gloihniche Deuwel“ im Taunus und im Westerwald
In manchen Gegenden, etwa im Taunus, ist für die ausgehöhlten Dickwurzen auch der Begriff Gliihnische Deijwel o. ä. gebräuchlich.
Im Oberwesterwäldischen Meudt etwa gehen im Herbst, ohne bestimmtes Datum, die „Runkelrübengeister“ von Haus zu Haus. Mit dem Spruch, „Wir sind die Runkelrübengeister, halten Wache vor dem Haus. Drinnen wohnt der Herr und Meister und wir gehen ein wenig aus“ und mit von Kerzen erleuchteten Futterrüben, die auf langen Ästen stecken, wird hier um eine süße Spende gebeten.

### Kürbislotter: Steiermark
In der Steiermark gibt es Gegenden mit starkem Kürbisanbau, wo im Herbst ausgehöhlte Kürbisse mit Fratzengesichtern hergestellt werden, die man Kürbislotter nennt. Traditionelle Heischebräuche scheinen damit nicht verbunden zu sein.

### Martinszug
Vorwiegend im Rheinland werden mancherorts Martinsfackeln für den Martinszug aus Rüben gebastelt.

### Somerset
In Somerset im Südwesten Englands findet am letzten Donnerstag im Oktober die sogenannte „Punkie night“ statt, bei der Kinder nachts mit aus Rüben gefertigten Laternen („Punkies“) singend durch die Straßen ziehen.